# Eds distrikt, Uppland
Eds distrikt är ett distrikt i Upplands Väsby kommun och Stockholms län. 
Distriktet ligger i västra delen av kommunen.

## Tidigare administrativ tillhörighet
Distriktet inrättades 2016 och utgörs av socknen Ed, efter utbrytningar 1952 i Upplands Väsby kommun.
Området motsvarar den omfattning Eds församling hade vid årsskiftet 1999/2000.